# Pherechoa crypsichlora
Pherechoa crypsichlora là một loài bướm đêm trong họ Erebidae.